# Stadio Jorge Luis Hirschi
Lo Stadio Jorge Luis Hirschi (in spagnolo Estadio Jorge Luis Hirschi) è uno stadio calcistico di La Plata, in Argentina; aveva una capienza massima di 23 000 spettatori, fu demolito nel 2007 e dopo i lavori di ricostruzione conclusi nel 2019 ha una capienza massima di 32 530. Ospita le partite casalinghe dell'Estudiantes.
Inizialmente era conosciuto come Stadio 1 e 57 (sp. Estadio 1 y 57) poiché, come la maggior parte degli stadi argentini dell'epoca, prendeva il nome dalle strade in cui era situato; l'8 agosto 1970 fu intitolato a Jorge Hirschi, ex giocatore dell'Estudiantes e presidente del club dal 1927 al 1932.

## Storia

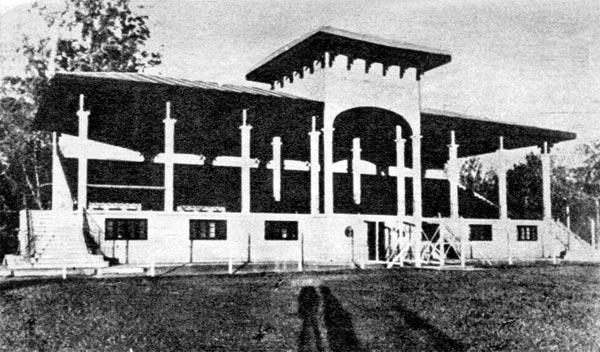
La tribuna coperta nel 1911

Lo stadio fu inaugurato il 25 dicembre 1907 con una cerimonia che però non previde alcun incontro di calcio; la prima gara venne giocata nel 1908 tra Estudiantes e La Plata e terminò 2-1 per i padroni di casa. La partita inaugurale fu anche la prima in cui l'ingresso a un incontro dell'Estudiantes comportasse un pagamento: i biglietti costavano 10 centavos, mentre i 1.000 soci ottennero l'accesso gratuito. Nel 1911 venne edificata la tribuna coperta, che fu la prima d'Argentina; altri lavori successivi inclusero l'erezione della recinzione e la costruzione della piscina nelle vicinanze tra il 1927 e il 1932; nel 1937 fu costruito l'impianto d'illuminazione, costituito da cinque riflettori; nel 1943 vennero costruite altre gradinate. Il 2 ottobre 1960 un incendio ne distrusse le strutture in legno; fu pertanto necessario edificarne altre in calcestruzzo.
L'Estudiantes disputò nello stadio, tra gli altri, il primo campionato professionistico argentino, la Primera División organizzata dalla Liga Argentina de Football nel 1931. Nel 2005 il comune di La Plata dichiarò inagibile l'impianto, anche a causa di un incidente che vide una donna, Claudia Jones, cadere in seguito alla rottura di una delle travi delle tribune. Alcuni giorni dopo il governo argentino introdusse una nuova regola che prevedeva che nessuna squadra di Primera División potesse giocare in uno stadio con strutture in legno. In conseguenza, il Jorge Luis Hirschi divenne inutilizzabile.
Lo stadio venne così demolito nel 2007, così che sullo stesso terreno potesse essere edificato il nuovo stadio, che avrebbe dovuto essere denominato Tierra de Campeones; nel 2014 venne tuttavia deciso di mantenere la vecchia denominazione Jorge Luis Hirschi, con la quale lo stadio è conosciuto dal 1970. I lavori furono realizzati tra il 2008 e il 2019, e in quel periodo l'Estudiantes ha giocato le sue partite casalinghe negli stadi Juan Carmelo Zerillo, Centenario Ciudad de Quilmes, Ciudad de La Plata, nel Cilindro de Avellaneda e nello Stadio dell'Arsenal de Sarandí.

### Incontri di rugby
Fu lo stadio casalingo anche per la squadra di rugby dell'Estudiantes a partire dal 1912, quando il club si affiliò alla Federazione di rugby a 15 dell'Argentina, fino al 1930, quando fu chiusa la sezione rugby. Nell'aprile 2024 fu annunciato che ad agosto lo stadio avrebbe ospitato la partita di rugby tra Argentina e Australia valida per il Rugby Championship 2024, e fu il primo incontro mai disputato dalla nazionale allo Jorge Luis Hirschi.